# Distretto di Ryki
Il distretto di Ryki (in polacco powiat rycki) è un distretto polacco appartenente al voivodato di Lublino. Il capoluogo del distretto ha sede nella città di Ryki. La popolazione, nel 2005, ammontava a 60.086 persone, abitanti su un'area di 615,54 km².

## Geografia antropica

### Suddivisioni amministrative
Il distretto comprende 6 comuni.
- Comuni urbani: Dęblin
- Comuni urbano-rurali: Ryki
- Comuni rurali: Kłoczew, Nowodwór, Stężyca, Ułęż